# Liberty Square
Liberty Square est un land qui n'existe qu'au Magic Kingdom. En comparaison avec Disneyland, il occupe la place de Frontierland à l'est, par rapport aux Rivers of America, tandis que le Frontierland du Magic Kingdom prend la place de New Orleans Square, au sud de la rivière.

## Le concept

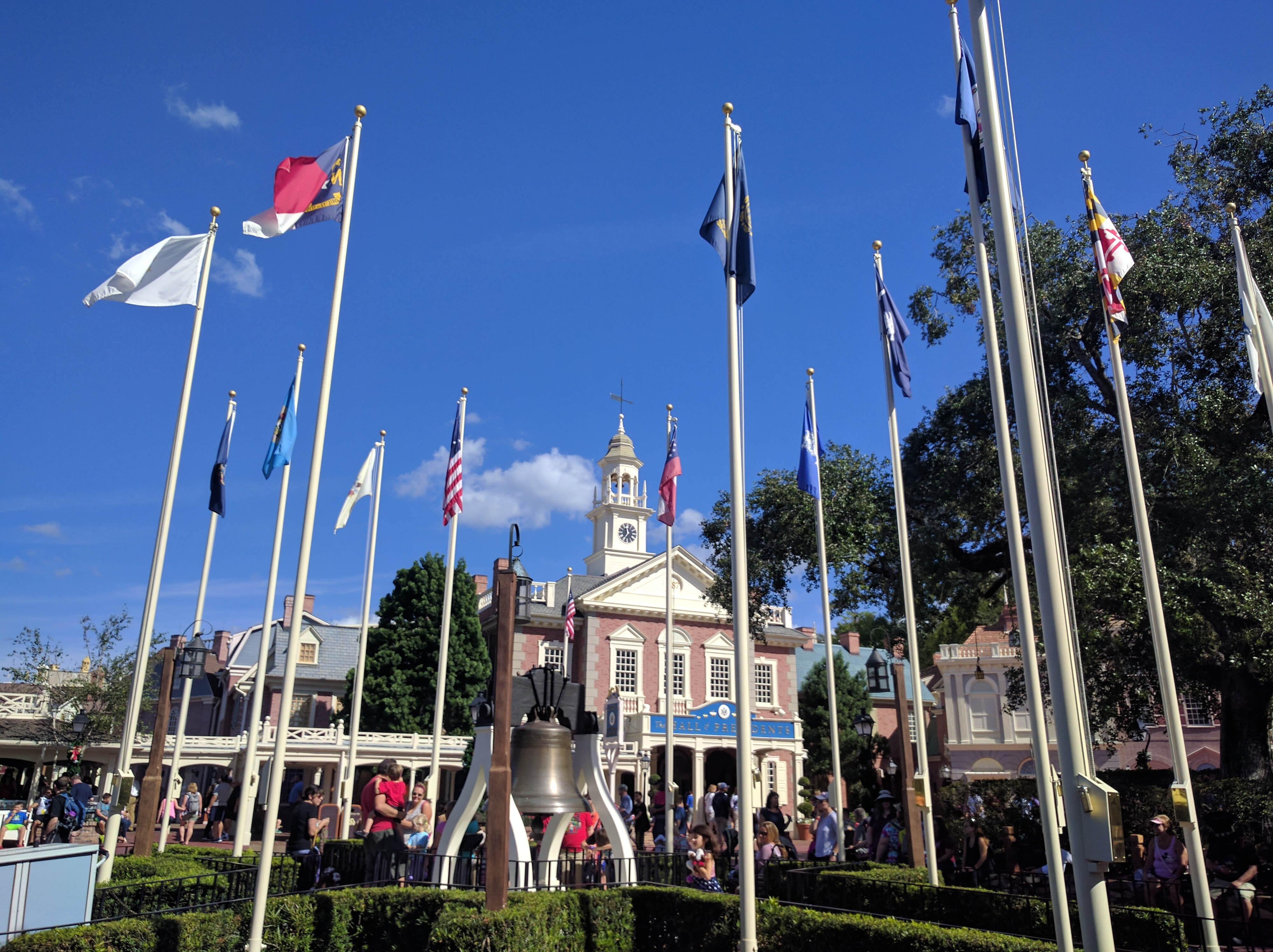
maison

Cette zone rend hommage aux villes des Treize Colonies américaines et présente des répliques de la Liberty Bell et du chêne du Liberty Tree, deux symboles de la nation américaine. Les visiteurs en venant de la place centrale du parc arrivent sur Liberty Square une place ornée des deux répliques qui donne son nom au land. Au nord de la place, un bâtiment est une réplique de l'Independence Hall de Philadelphie, haut lieu de la révolution américaine. Le bâtiment accueille l'attraction Hall of Presidents.
Ce pays est l'aboutissement d'un projet de 1956 pour Disneyland, la Liberty Street qui devait être parallèle à Main Street, USA. Cet ajout ne fut pas construit en raison du manque de technologie pour réaliser l'attraction phare, le Hall of Presidents. Le projet resta et fut construit plus tard en Floride.
Plus loin en bordure de la rivière se trouve l'embarcadère du bateau à aubes Liberty Belle. Ce dernier fait le tour de l'île de Tom Sawyer Island qui est associée à Frontierland.
Au nord les rives accueille un magnifique manoir gothique inspiré par ceux de l'Hudson River qui héberge la maison hantée de The Haunted Mansion. Cette partie a été en partie copiée à Tokyo Disneyland.

## Les parcs

### Magic Kingdom

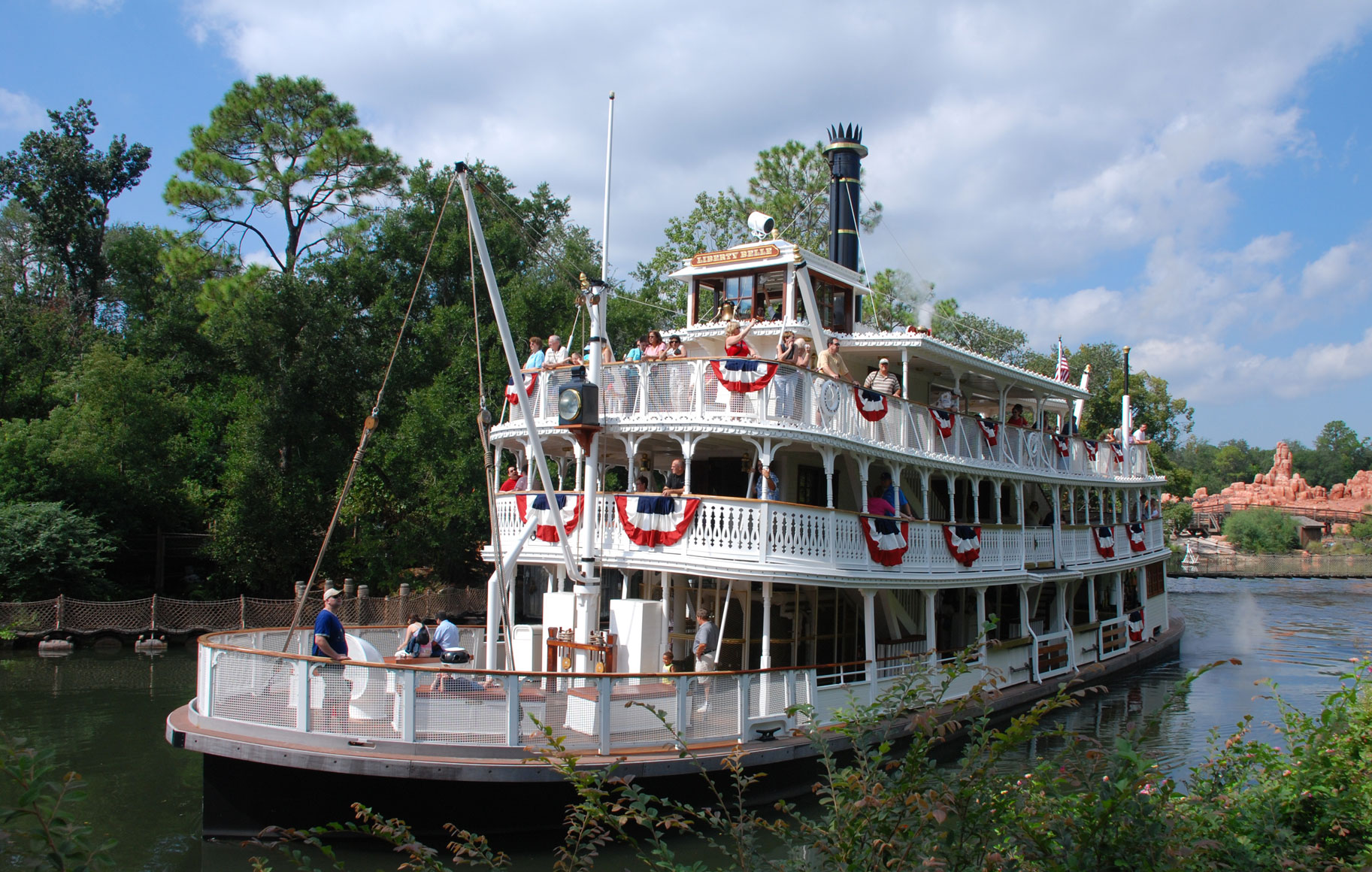
Liberty Belle Riverboat.

Liberty Square propose, en plus de l'hommage à la révolution américaine, un voyage architectural à travers l'histoire et la géographie des États-Unis. Au nord, le manoir hanté évoque les années 1600 dans l'État de New York puis les années 1700 à 1800 avec la place de la liberté en passant par le Mississippi jusqu'aux années 1880 avec les mines d'or de la Californie représentées par Big Thunder Mountain.
Le Liberty Tree est un chêne plus que centenaire, approximativement de 1860 et pesant 35 tonnes, trouvé sur la propriété du Walt Disney World Resort et transplanté dans la parc. La Liberty Bell est quant à elle une réplique coulé dans le même moule que celle remplaçant actuellement l'originale présentée en Pennsylvanie.
La place de la liberté comprend aussi une réplique de la Chambre des Bourgeois de Virginie avec à la fenêtre du premier étage une lanterne rappelant celle de Paul Revere, signifiant "deux si par la mer", rappelant la Boston Tea Party et la Bataille de Lexington et Concord.
Liberty Square propose les attractions :
- Hall of Presidents
- The Haunted Mansion
- Liberty Square Riverboat une balade à bord du Liberty Belle Riverboat.
- The Diamond Horseshoe Saloon